# Rotation (anatomie)
La rotation, en anatomie fonctionnelle, est un mouvement d'un membre qui, dans son étude, se décompose en rotation latérale, en rotation médiale et en circumduction.

## Muscles responsables de la rotation

### Épaule
Les muscles qui interviennent dans la rotation de l'épaule et par ordre d'intervention sont les suivants par type de rotation :

#### Rotation latérale
- muscle infra-épineux puis muscle petit rond,
- faisceaux dorsaux du muscle deltoïde,
- scapula tirée en arrière par les muscles rhomboïdes, le muscle élévateur de la scapula et le muscle trapèze,
- accessoirement, chef long du muscle triceps brachial.

#### Rotation médiale
- muscle subscapulaire, puis le muscle grand pectoral et enfin le muscle petit pectoral,
- chef long du muscle biceps brachial, le muscle coraco-brachial puis les faisceaux ventraux du muscle deltoïde,
- muscle grand rond et muscle grand dorsal.

#### Circumduction
- Constitue la synthèse de tous les mouvements associés en même temps.